# Walter Krause (Fußballspieler, 1953)
Walter Krause (* 8. Mai 1953) ist ein ehemaliger deutscher Fußballspieler, der im Sturm spielte.

## Laufbahn
Nach einer Saison in der Regionalliga Süd bei Kickers Offenbach, wo er allerdings nicht zum Einsatz kam, spielte Krause zwischen 1972 und 1974 beim Hamburger SV. In diesen zwei Jahren kam er nur auf 20 Einsätze und zwei Tore in der Bundesliga. Mit dem HSV erreichte er außerdem das DFB-Pokal-Finale 1974. Auch in den folgenden Jahren beim MSV Duisburg in der Bundesliga sowie bei Rot-Weiß Oberhausen und der SG Wattenscheid 09 in der 2. Bundesliga Nord konnte er sich keinen Stammplatz erkämpfen. Dabei gelang ihm allerdings in der Pokalsaison 1974/75 kurioses: Nachdem er mit RW Oberhausen im DFB-Pokal am FC Bayern München gescheitert war und in der Winterpause zum MSV Duisburg wechselte, traf Krause in der folgenden Pokalrunde mit Duisburg wiederum auf die Bayern und schaltete den Favoriten aus. Mit dem MSV erreichte er sogar das Pokalfinale 1975, welches mit 0:1 gegen Eintracht Frankfurt verloren ging.
Erst bei seiner Rückkehr nach Offenbach 1976 wurde Walter Krause Stammspieler und Leistungsträger. Bis 1984 spielte er für die Kickers, mit denen er 1983 in die Bundesliga aufstieg und in seinem letzten Jahr als Profi noch auf 26 Bundesligaeinsätze kam. Seine Karriere beendete er anschließend bei der SpVgg Bad Homburg. Neben dem Bundesligaaufstieg mit Offenbach waren seine größten Erfolge die beiden Final-Teilnahmen im DFB-Pokal, 1974 mit dem HSV sowie 1975 mit Duisburg. Insbesondere in Pokalspielen war Krause am effektivsten, bei seinen 29 DFB-Pokalspielen erzielte er 19 Tore; bei seinen zwei Europapokalbegegnungen erzielte er zwei Tore.
Von 1972 bis 1976 absolvierte Krause 18 Länderspiele für die deutsche Nationalmannschaft der Amateure, in denen er vier Tore erzielte. 1974 erreichte er in Rijeka mit dieser das Endspiel um den UEFA Amateur Cup gegen die Auswahl Jugoslawiens. Das für den 28. April angesetzte Endspiel fiel dem morastigen Spielfeld infolge vorangegangener Regenschauer zum Opfer; Deutschland und Jugoslawien wurden zum Turniersieger erklärt.